# Bakri Hassan Saleh
Bakri Hassan Saleh (en árabe: بكري حسن صالح‎) (n. en 1949) es un político y militar sudanés que sirvió como primer ministro de Sudán de marzo de 2017 a septiembre de 2018 (el primero en 28 años) y primer vicepresidente de Sudán de diciembre de 2013 a febrero de 2019, cuando renunció.

## Vida y carrera
Saleh nació en la aldea de Hafir Meshou, al norte de Dongola, en 1949. Asistió a la escuela primaria Al-Hafir, y posteriormente se trasladó a la Escuela Central Al-Barqeeq para recibir su educación mediterránea. Estudió la secundaria en Dongola de 1964 a 1968. Se graduó en la Academia Militar de Sudán con el rango de teniente en 1973. Sirvió como comandante de las Fuerzas Especiales de 1985 a 1987 y nuevamente de 1988 a 1989.
Como oficial del ejército, Saleh tomó parte en el golpe de Estado que llevó a Omar al-Bashir al poder y fue miembro del Consejo de Mando Revolucionario para la Salvación Nacional, que gobernó a Sudán tras el golpe. Saleh alcanzó prominentes posiciones en las agencias de seguridad sudanesas. Fue director del Servicio de Seguridad Nacional de 1990 a 1995, ministro del Interior de 1995 a 1998, ministro de Asuntos Presidenciales de 1998 a 2000, ministro de Defensa de 2000 a 2005 y nuevamente ministro de Asuntos Presidenciales de 2005 a 2013.
En 2012 fue nombrado vicesecretario general del Movimiento Islámico.
Saleh fue nombrado vicepresidente el 8 de diciembre de 2013 como parte de un cambio en el liderazgo después de las protestas de 2013. Se rumoró que Saleh era un posible sucesor de Omar al-Bashir.
El 1 de marzo de 2017 fue nombrado primer ministro por al-Bashir, el primer nombramiento desde que dicho cargo fue abolido en 1989. El puesto se restableció con poderes limitados, ya que el mayor poder estaba en manos del presidente. Como primer ministro Saleh retuvo su cargo de vicepresidente. Asumió el cargo de primer ministro el 2 de marzo de 2017. Dos meses después, el 11 de mayo, anunció la composición del nuevo gobierno, que tenía 31 ministros y 44 secretarios de estado.